# Batalha de Palmira (1941)
A Batalha de Palmira (1 de julho de 1941) foi parte da invasão aliada da Síria durante a Campanha Síria-Líbano (Operação Exporter) na Segunda Guerra Mundial. A cavalaria mecanizada britânica e uma patrulha do deserto da Legião Árabe se enfrentaram com uma coluna móvel francesa de Vichy, a nordeste da cidade de Palmira. A unidade aliada capturou quatro oficiais e 60 homens, o que provocou a rendição da guarnição francesa em Palmira.

## Antecedentes
Em 1941, os franceses de Vichy tinham forças substanciais na região para permitir que suas bases aéreas fossem usadas como postos avançados pelos alemães para enviar aeronaves para participar da  Guerra Anglo-Iraquiana. Eles também permitiram que os alemães usassem o sistema ferroviário para enviar armas e munições ao Iraque.  Em 8 de junho de 1941, os Aliados lançaram dois ataques do norte da Palestina e da Transjordânia para o Líbano e a Síria, a fim de evitar qualquer interferência adicional aos interesses aliados na região. No final de junho Damasco fora tomado e sobre supervisão do brigadeiro-general William Slim o comandante da companhia aliada, Henry Maitland Wilson, estava pronto para lançar mais duas investidas, desta vez partindo do oeste do Iraque para completar a captura da Síria. 
Um grupo de Brigada chamado Habforce, comandado pelo brigadeiro Joseph Kingstone (KingCol) e  composto por 15 caminhões pequenos, uma bateria com nove peças de artilharia de 25 libras, alguns carros blindados modelo 1915 com metralhadoras, um veiculo de ajuda de deslocamento leve e 300 soldados . Esse grupo durante a  Guerra Anglo-Iraquiana avançou através do deserto da Transjordânia para reforçar a guarnição britânica da RAF em Habbaniyah, Província de Ambar, na região central do Iraque para ajudá-la a tomar Bagdá. Depois da conquista recuaram para a região das fronteiras com a Transjordânia e a Síria e dalí foram encarregados de avançar para noroeste para derrotar a guarnição Vichy em Palmira e garantir a segurança do oleoduto que parte de Haditha no Iraque para Trípoli na costa do Líbano. A operação estava bem ajustada a uma campanha no deserto pois contava com o apoio do Regimento Mecanizado da Legião Árabe que tinha o tamanho de um batalhão. Sob o comando do major John Bagot Glubb (Glubb Pasha), o regimento era composto por 350 beduínos que viviam no deserto. 

## A ação em Palmira

Mapa da Síria e do Líbano durante a Segunda Guerra Mundial

A Habforce estava dividida em três colunas (duas delas flanqueavam a cidade), cada coluna era guiada por um destacamento da Legião Árabe.
A operação começou em 21 de junho. Uma escaramuça que envolveu as casamatas que protegiam o gasoduto a algumas milhas a leste de Palmira resultou na perda do elemento surpresa. A Habforce cercou Palmira, enviando as tropas da Legião Árabe em patrulhas amplas no deserto para proteger os flancos e as linhas de comunicação da Habforce. Em 28 de Junho, capturaram o forte francês de Seba'Biyar (aproximadamente 96 quilômetros a sudoeste de Palmira), a pequena guarnição se rendeu sem que um tiro sequer fosse disparado. No dia seguinte ocuparam Sukhna, cerca de 64 quilômetros a nordeste de Palmira, e que não estava ocupada por tropas francesas. 
Na manhã de 1 de julho, Sukhna foi atacada pela 2ª Companhia Ligeira do Deserto francesa. A Legião Árabe havia recebido reforços de um esquadrão do recém-mecanizado Regimento de Cavalaria Household da 4ª Brigada de Cavalaria comandada pelo General George Clarck, eram duas companhias formadas principalmente por pequenos camponeses britânicos (yeoman) misturadas às tropas regulares, uma de Warwickshire e outra de Wiltshire cada uma com cerca de 200 homens.  Depois de uma batalha vigorosa, os franceses se retiraram sob pressão de uma carga das tropas da Legião Árabe e acabaram presas em um vale antes de se renderem.  A batalha, fez com que a 3ª Companhia Ligeira do Deserto francesa que estava guarnecendo Palmira, se rendesse na noite de 2 de julho. Com isso a Habforce conseguiu avançar 64 quilômetros a oeste ao longo do gasoduto para Homs e ameaçam as comunicações das forças de Vichy que lutavam contra a 7ª Divisão Australiana na costa do Líbano. 